# Lete (fiume)
Il Lete è un fiume della Campania, lungo 20 km, con una portata di 119 litri al secondo.

## Il corso del fiume
Nasce per fenomeno carsico nel cuore del Matese, nel comune di Letino in località campo delle Secine, ad un'altitudine di 1.028 m s.l.m. con una temperatura di 8 °C. Dopo aver attraversato i comuni di Prata Sannita, Pratella e Ailano, affluisce nel fiume Volturno.

## Storia
Agli inizi del 1907, la Società Meridionale di Elettricità con sede a Napoli, ordinò la costruzione di una diga di sbarramento del fiume a Letino, alta 30 metri e del tipo a gravità, formando così un lago con una superficie di 1,1 km², un volume d'acqua di 925.000 m³ e un limite massimo di invaso di 908 metri, che serviva ad alimentare la Centrale idroelettrica di Prata Sannita.
Prima che fosse costruita la diga, il fiume Lete s'inabissava nel profondo inghiottitoio del Caùto, ricco di stalattiti e stalagmiti per poi riaffiorare nella valle di Prata Sannita nei pressi del castello medioevale dei Pandone.
Il fiume scorre ancora sotterraneo per circa 500 m formando le grotte carsiche di Caùto, un complesso di cavità naturali costituite da un ramo ancora percorso dall'acqua e da un ramo "fossile", visitabile.
La galleria superiore, che corrisponde al vecchio percorso del fiume Lete, è un susseguirsi di pozzi d'acqua, dislivelli, piccoli canyon.
Nella sala maggiore, alta oltre 30 metri, si possono ammirare pregevoli stalattiti e stalagmiti.
La galleria inferiore ha uno sviluppo di circa 500 metri ed un dislivello di circa 90 metri. Lungo le sue diramazioni è possibile ammirare diverse specie animali particolari come degli insetti e dei crostacei dal guscio bianco, senza occhi.
Negli anni sessanta fu costruito il lago artificiale di Gallo Matese, sempre per sbarramento del corso del fiume, sfruttato per il funzionamento della centralina di Gallo Matese e, dal 1969, anche per l'alimentazione della centrale idroelettrica di Capriati a Volturno.

## Fauna ittica
Nella acque dei due laghi e del corso del fiume si trovano la trota fario, l'anguilla, la carpa comune, la regina, la carpa specchio, il persico reale, il barbo, la tinca, il vairone ed il luccio, introdotto da poco.
Tutto l'anno, ma specie nei periodi estivi, sono presenti numerosi uccelli acquatici, come marzaiole, germani reali, folaghe.

## L'Acqua Lete
Nel comune di Pratella si trova lo stabilimento di imbottigliamento dell'acqua Lete.
Già dall'Ottocento, infatti, l'acqua, raccolta dalla sorgente in anfore di terracotta, veniva trasportata su carri di legno in tutta la regione Campania. Tra la fine dell'Ottocento e l'inizio del Novecento, l'acqua Lete ottenne i primi riconoscimenti a livello internazionale e ben presto, dalla produzione artigianale, si passò ai primi impianti di imbottigliamento.

## Il fiume dell'oblio
Lete (dal greco λανθάνω  pron. lanthano, "essere nascosto, dimenticare"), è il fiume dell'oblio della mitologia greca e romana. Era originariamente il nome della figlia della dea Eris.
L'opera latina più famosa che ne parla è L'Eneide di Virgilio, nel VI libro, e le anime dei Campi Elisi vi si tuffano quando devono reincarnarsi dimenticando le vite passate, secondo la concezione pitagorica della metempsicosi. Le anime che per fato devono cercare un altro corpo, bevono sicure acque e lunghe dimenticanze sull'onda del fiume Lete (En., VI 714-715).
Esso è citato anche da Dante Alighieri nel Purgatorio: immagina che in questo fiume, situato nel paradiso terrestre, sul monte del Purgatorio, si lavino le anime purificate prima di salire in Paradiso, per dimenticare le loro colpe terrene. Dante lo chiama però Letè, per la sua difficoltà nel riconoscere gli accenti nei nomi di derivazione greca.
Se ne parla anche nell'Orlando Furioso di Ludovico Ariosto: nel Lete, infatti, il Tempo getta i velli (rappresentazioni della vita umana) a cui è legata una placca.
Il Lete ha un ruolo importante all'interno della tragedia goethiana del Faust, e ricorre spesso anche in poesie di Baudelaire.